# Patricia Bredin
Patricia Bredin, född 14 februari 1935 i Hull, East Riding of Yorkshire, död 13 augusti 2023 i Nova Scotia, Kanada, var en brittisk sångare och skådespelare som var den första brittiska representanten i Eurovision Song Contest. Hon deltog år 1957 i Frankfurt med låten "All" och slutade på sjunde plats.
Hon emigrerade senare till Kanada efter att ha gift sig. I Kanada publicerade hon novellen My Fling on the Farm 1989.